# Sainte-Foy-Tarentaise (gemeente)
Sainte-Foy-Tarentaise is een gemeente in het Franse departement Savoie (regio Auvergne-Rhône-Alpes) en telt 815 inwoners (2005). De plaats maakt deel uit van het arrondissement Albertville.

## Geografie
De oppervlakte van Sainte-Foy-Tarentaise bedraagt 107,2 km², de bevolkingsdichtheid is 7,6 inwoners per km².
De onderstaande kaart toont de ligging van Sainte-Foy-Tarentaise (gemeente) met de belangrijkste infrastructuur en aangrenzende gemeenten.

## Demografie
Onderstaande figuur toont het verloop van het inwonertal (bron: INSEE-tellingen).

## Wintersport
Op de westflank van de Pointe de la Foglietta is vanaf de jaren 1980 een klein wintersportgebied uitgebouwd. Daarvoor werd het gehucht Bonconseil uitgebreid met chalets en appartementen. Het skigebied Sainte-Foy-Tarentaise telt 6 skiliften en een 20-tal pistes.